# Indústria òssia
S'anomena indústria òssia el conjunt de tècniques i activitats per transformar la primera matèria (os, asta, dents o ivori) els objectes resultants i les seves sobres de fabricació en objectes de treball i/o artístics. Aquest típus d'indústria utilitza tècniques analògiques a les de la indústria lítica. Per la realització els objectes hi ha diversos mitjans per adquirir la matèria primera.